# Vân Long, Đại Lý
Vân Long (tiếng Trung: 云龙县, Hán Việt: Vân Long thị) là một huyện thuộc Châu tự trị dân tộc Bạch Đại Lý tại tỉnh Vân Nam, Cộng hòa Nhân dân Trung Hoa. Huyện này nằm ở tọa độ 98 độ 52 phút 99 giây đến 99 độ 46 phút độ kinh đông, 25 độ 28 phút đến 26 độ 23 giây độ kinh đông. Huyện này có diện tích 4400,95 km2, dân số năm 2001 ước tính là 200.000 người. Huyện lỵ tại trấn Tường Thành.

## Các đơn vị hành chính
Huyện Vân Long quản lý các đơn vị hành chính sau:
- 4 trấn: Thạch Môn (石门)、Tào Giản (漕涧)、Cựu Châu (旧州)、Bạch Thạch (白石)
- 8 hương: Quả Lang (果郎)、Ngọc Phong (宝丰)、Quan Bình (关坪)、Đoàn Kết (团结)、Kiểm Tào (检槽)、Trường Tân (长新)、Biểu Thôn (表村)、Dân Kiến (民建).
- Thôn: 87 hội đồng thôn dân.